# Étobon
Étobon [etɔbɔ̃] ist eine Gemeinde im französischen Département Haute-Saône in der Region Bourgogne-Franche-Comté. Im September 1944 war das Dorf Schauplatz eines Massakers, bei dem etwa ein Zehntel der Einwohner von deutschen Soldaten erschossen wurden.

## Geographie
Étobon liegt auf einer Höhe von 440 m über dem Meeresspiegel, zehn Kilometer nordwestlich von Héricourt und etwa 14 Kilometer westlich der Stadt Belfort (Luftlinie). Das Dorf erstreckt sich im südlichen Vorland der Vogesen, an einem leicht nach Süden geneigten Hang unterhalb des Schlossberges, der zum Hügelgebiet des Chérimont gehört.
Die Fläche des 12,26 km² großen Gemeindegebiets umfasst einen Abschnitt im südlichen Vogesenvorland. Der zentrale Teil des Gebietes wird von einem breiten Sattel eingenommen, der durchschnittlich auf 400 m liegt. Er trennt die Einzugsgebiete von Lizaine, im Osten und Scey im Westen. Somit wird der westliche Gemeindeteil durch den Ruisseau du Fau, der östliche durch den Ruisseau de Chenebier und den Ruisseau des Noriandes entwässert. Flankiert wird dieser Sattel im Süden vom Bois de la Thure (563 m), im Norden vom einzelstehenden Schlossberg und dem Chérimont, an dem mit 585 m die höchste Erhebung von Étobon erreicht wird. Diese Erhebungen gehören zum überwiegend bewaldeten Hügelland, das die südwestliche Fortsetzung der Vogesen bildet und teils aus Buntsandstein, teils aus permischen Schichten aufgebaut ist, teils tritt auch das kristalline Grundgebirge zutage.
Zu Étobon gehört der Weiler Les Chésaux (425 m) auf dem Sattel südlich des Dorfes. Nachbargemeinden von Étobon sind Clairegoutte und Champagney im Norden, Chenebier im Osten, Luze im Süden sowie Belverne im Westen.

## Geschichte

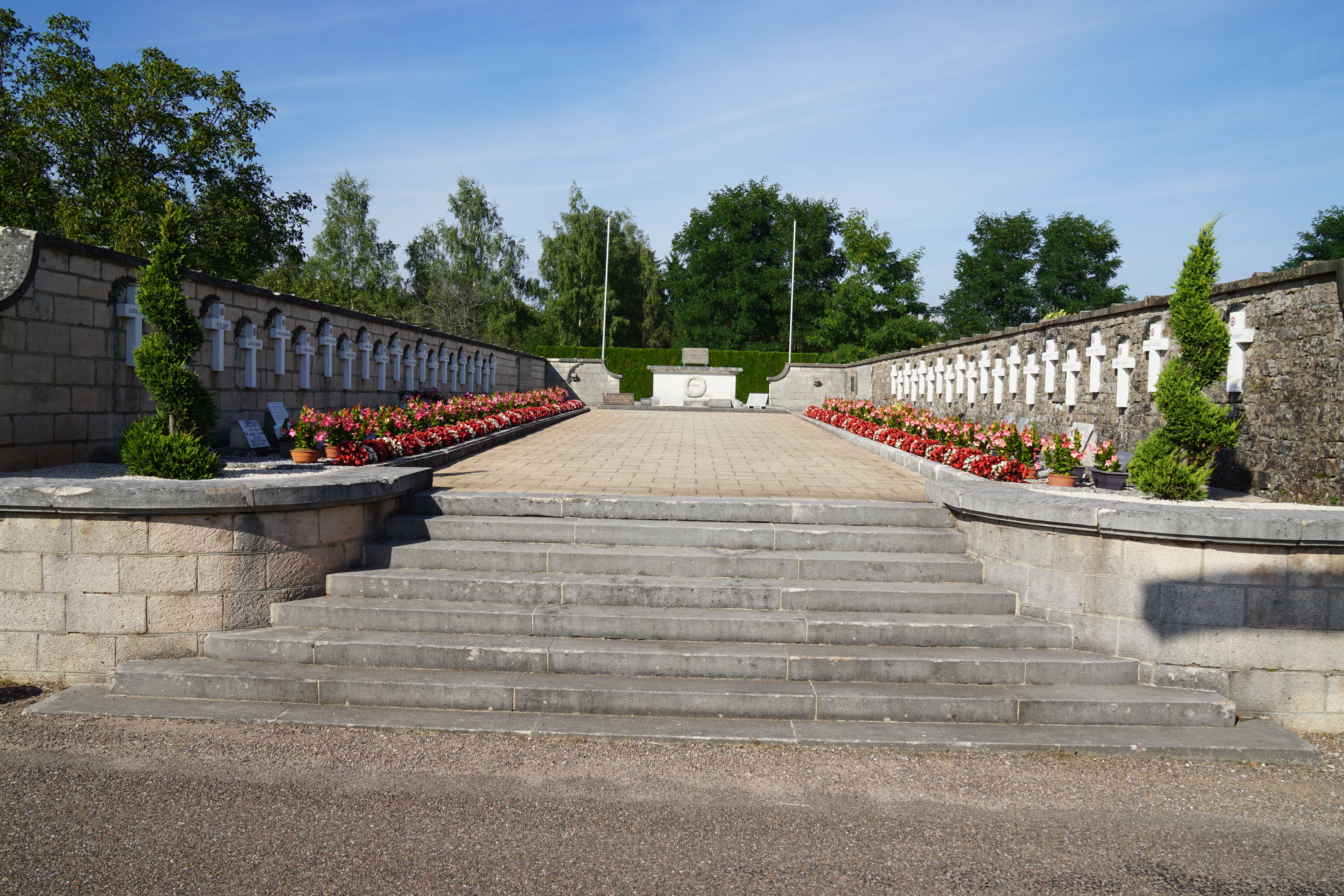
Die Allée du souvenir erinnert an das Massaker von Étobon

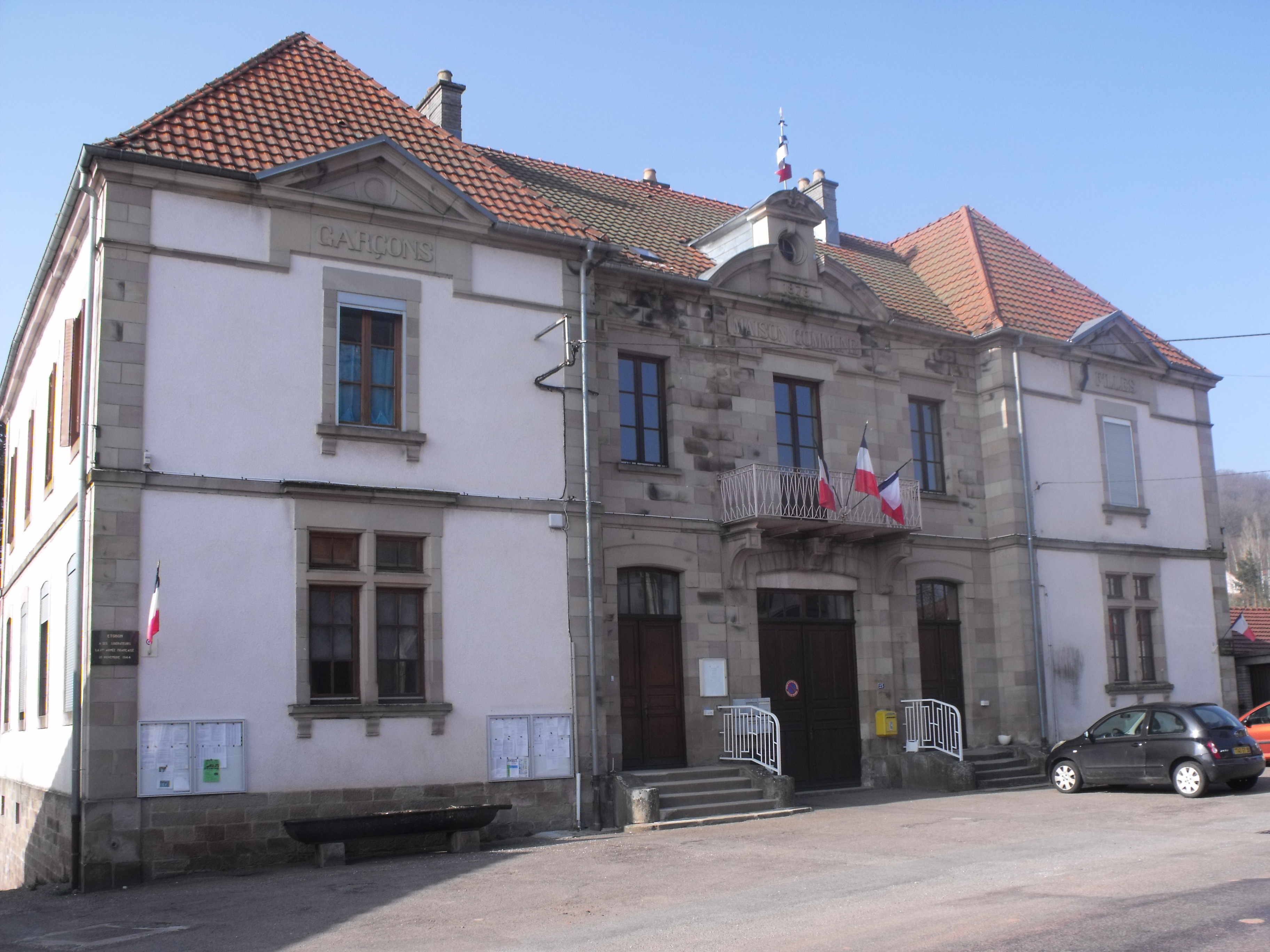
Mairie (Rathaus)

Erstmals urkundlich erwähnt wird Étobon im Jahr 1275 unter dem Namen Estoboin. Im Lauf der Zeit wandelte sich die Schreibweise über Etaubon (1343) zu Etobon (1588). Die Existenz der mittelalterlichen Burg Étobon ist seit 1256 belegt. Zunächst bildete Étobon eine Herrschaft, die unter der Oberhoheit der Herzöge von Burgund stand. Durch eine Erbschaft kam die Herrschaft 1397 an das Haus Württemberg (Grafen von Montbéliard). Im Jahr 1519 wurde die Burg von Guillaume de Furstemberg, Herr von Héricourt, gebrandschatzt, weil er im Konflikt mit den Grafen von Montbéliard lag. Auch das Dorf wurde 1587/88 beim Einfall der Guisen in Mitleidenschaft gezogen. Die Herrschaft Étobon wurde 1620 an die Grafschaft Württemberg-Mömpelgard (Montbéliard) angegliedert und teilte fortan deren Schicksal.
Während des 18. Jahrhunderts wanderten viele Bewohner wegen Überbevölkerung nach Kanada aus. Mit der Annexion der Grafschaft Montbéliard gelangte Étobon 1793 endgültig in französische Hand.
Im Zweiten Weltkrieg war das Dorf 1944 von heftigen Kämpfen zwischen der französischen Widerstandsbewegung und den deutschen Truppen betroffen. Am 27. September 1944 kam es zum Massaker von Étobon: Deutsche Soldaten exekutierten 39 Einwohner des Dorfes und verschleppten weitere 27 nach Deutschland, von denen sieben wenige Tage später erschossen wurden.
Seit 2001 ist Étobon Mitglied des 20 Ortschaften umfassenden Gemeindeverbandes Communauté de communes du Pays d’Héricourt.

## Bevölkerung
| Jahr                       | 1962 | 1968 | 1975 | 1982 | 1990 | 1999 | 2010 | 2018 |
| Einwohner                  | 212  | 213  | 210  | 230  | 218  | 264  | 307  | 288  |
| Quellen: Cassini und INSEE |      |      |      |      |      |      |      |      |

Mit 277 Einwohnern (1. Januar 2022) gehört Étobon zu den kleinen Gemeinden des Départements Haute-Saône. Nachdem die Einwohnerzahl in der ersten Hälfte des 20. Jahrhunderts (nicht zuletzt durch das Massaker im September 1944) deutlich abgenommen hatte (1886 wurden noch 501 Personen gezählt), trat eine Periode der Stagnation ein. Seit 1990 wurde wieder ein Bevölkerungswachstum verzeichnet.

## Sehenswürdigkeiten

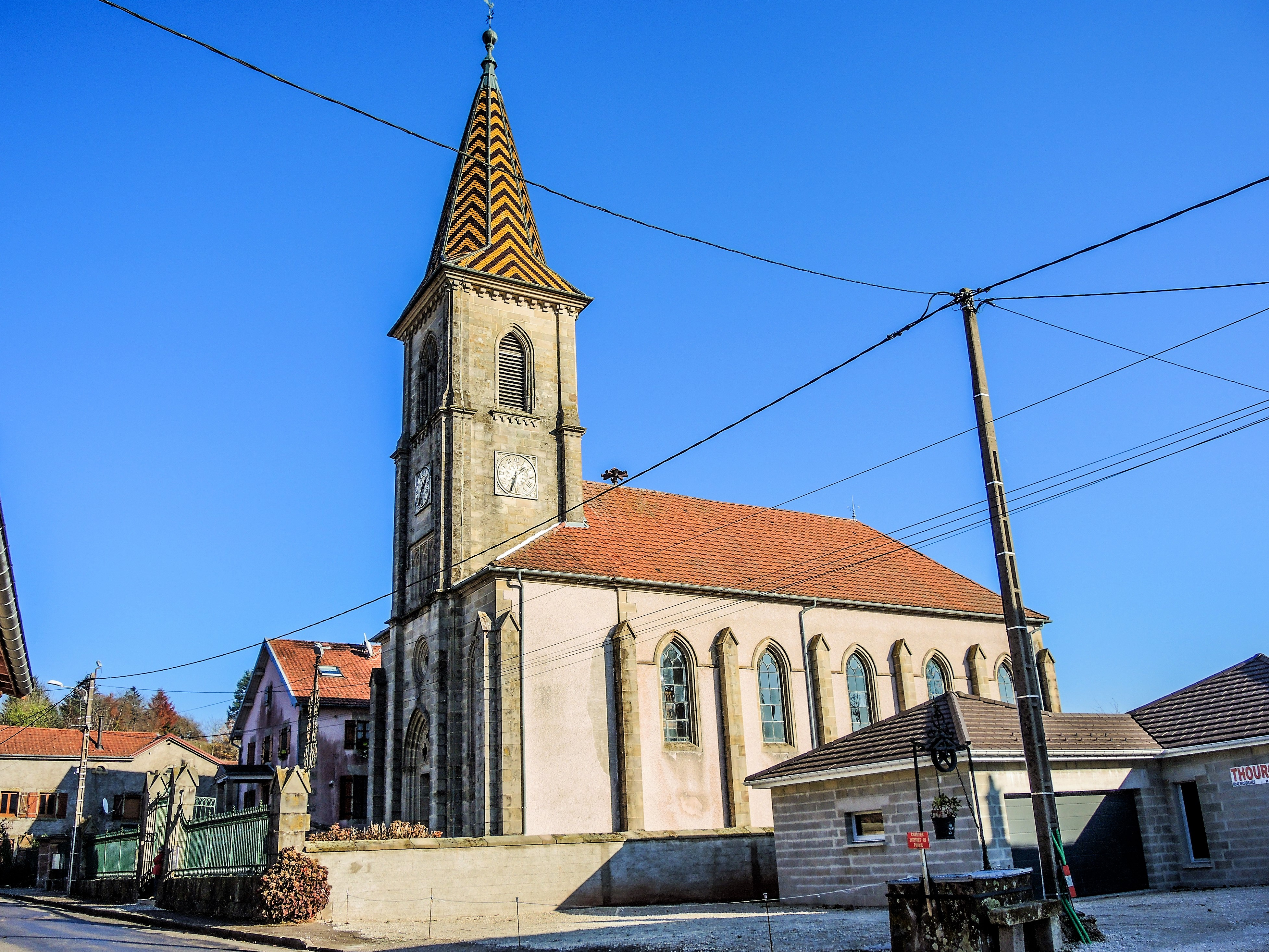
Lutherische Kirche

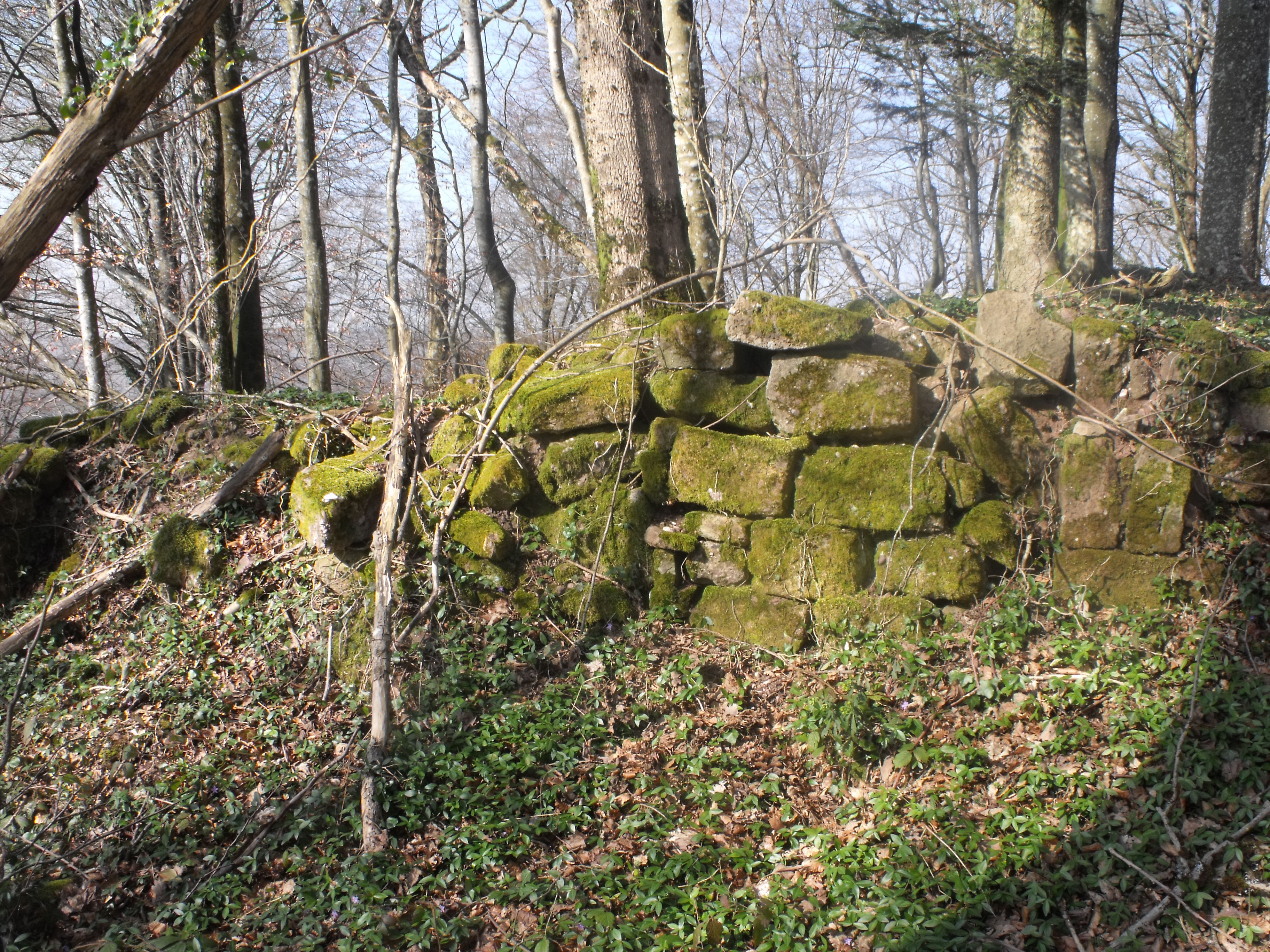
Reste der ehemaligen Burganlage

Die protestantische Dorfkirche von Étobon wurde von 1854 bis 1858 errichtet und besitzt eine reich skulptierte Kanzel. Von 1828 bis 1829 wurde das Pfarrhaus erbaut. Die Kirchengemeinde gehört mit elf weiteren zum lutherischen Pfarrverbund Le Mont Vaudois. Im Ortskern sind verschiedene Häuser aus dem 17. bis 19. Jahrhundert im traditionellen Stil der Franche-Comté erhalten. Die mittelalterliche Burg, die einst eine Länge von 220 m und eine Breite von 60 m aufwies, zerfiel seit dem 17. Jahrhundert zur Ruine und wurde als Steinbruch für den Bau von Häusern im Dorf genutzt.

## Wirtschaft und Infrastruktur
Étobon war bis weit ins 20. Jahrhundert hinein ein vorwiegend durch die Landwirtschaft (Ackerbau, Obstbau und Viehzucht) und die Forstwirtschaft geprägtes Dorf. Daneben gibt es heute einige Betriebe des lokalen Kleingewerbes. Mittlerweile hat sich das Dorf auch zu einer Wohngemeinde gewandelt. Viele Erwerbstätige sind deshalb Wegpendler, die in den größeren Ortschaften der Umgebung und im Agglomerationsraum Belfort-Montbéliard ihrer Arbeit nachgehen.
Die Ortschaft liegt abseits der größeren Durchgangsachsen. Die Hauptzufahrt erfolgt von der Hauptstraße D438, die von Héricourt nach Lure führt. Der nächste Anschluss an die Autobahn A36 befindet sich in einer Entfernung von ungefähr 20 km. Weitere Straßenverbindungen bestehen mit Champagney und Chenebier.

## Nachweise
1. ↑  Peter Lieb: Konventioneller Krieg oder NS-Weltanschauungskrieg? Kriegführung und Partisanenbekämpfung in Frankreich 1943/44, Oldenbourg, München 2007, ISBN 978-3-486-57992-5, S. 498.
2. ↑  Die weiteren Gliedgemeinden sind in Belverne, Brevilliers, Chagey, Champey, Chenebier, Couthenans, Échenans-sous-Mont-Vaudois, Héricourt, Luze, Tavey und Trémoins.
3. ↑  Vgl. „Mont-Vaudois : l'églises ou temples luthériens“, auf: Les temples ou églises luthériennes de France, abgerufen am 22. Januar 2016.